# Eliezer ben Jehuda

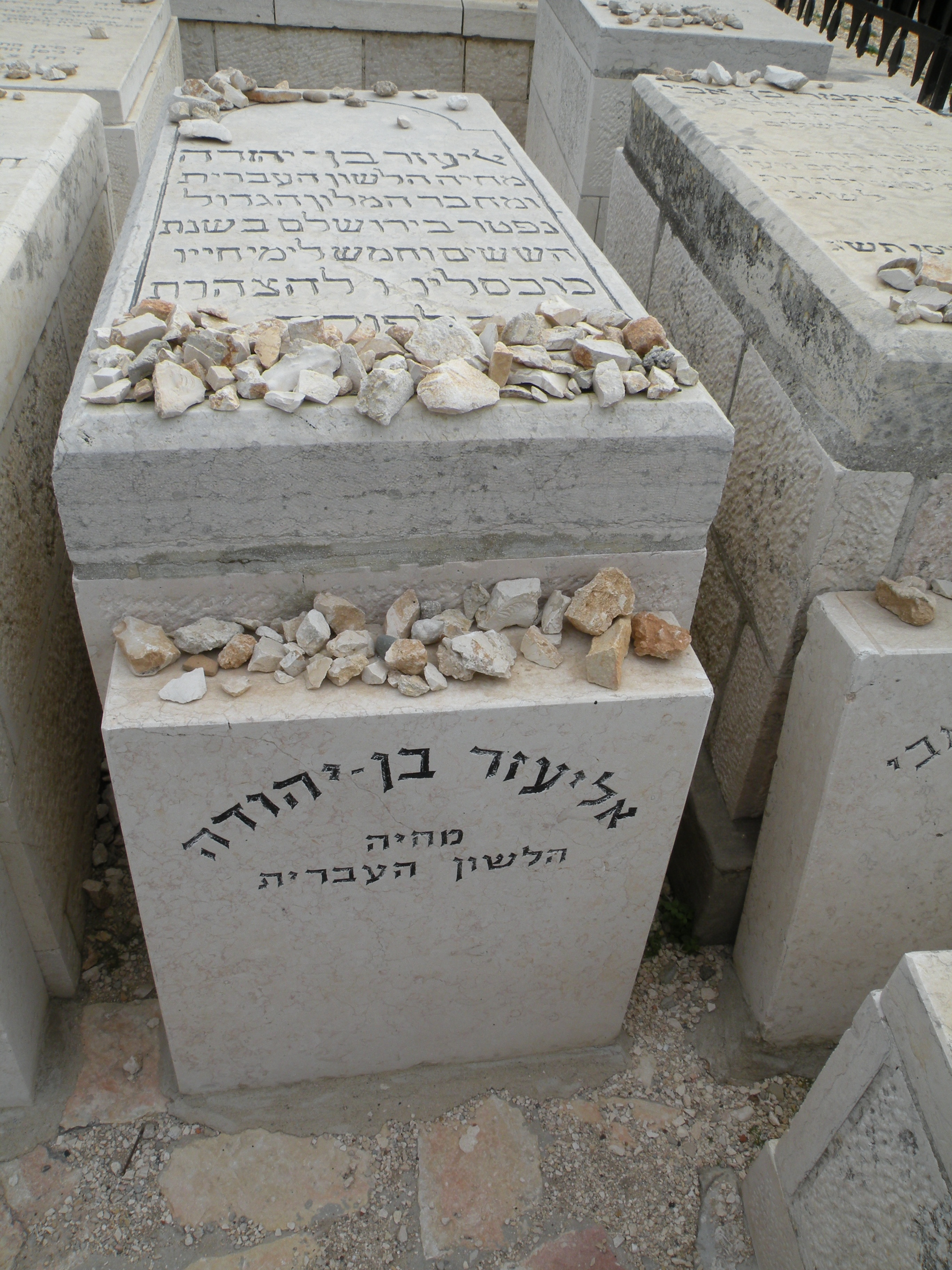
Grób Eliezera ben Jehudy w Jerozolimie

Eliezer ben Jehuda (hebr. ‏אֱלִיעֶזֶר בֶּן־יְהוּדָה‎, ur. 7 stycznia 1858 w Łużkach jako Lejzer-Icchok Perelman, ros. Лейзер-Ицхок Перельман; zm. 16 grudnia 1922 w Jerozolimie) – żydowski językoznawca, pisarz, działacz syjonistyczny, twórca współczesnego języka hebrajskiego .

## Życiorys
Urodzony na Białorusi, w Łużkach, w rodzinie chasydzkiej . Kształcił się początkowo w chederze, a następnie w jesziwie w Połocku; w roku 1877 ukończył gimnazjum w Dyneburgu na Łotwie, zaś od 1878 studiował w Paryżu medycynę . Wyemigrował do Palestyny w roku 1881 na fali żydowskiego ruchu niepodległościowego, który w niedalekiej przyszłości miał dać początek syjonizmowi. Zmarł w 1922 roku w Jerozolimie.

## Działalność w zakresie języka hebrajskiego
Zachęcony hasłami głoszącymi odrzucenie diasporycznego stylu życia i budowę nowoczesnego żydowskiego społeczeństwa, rozpoczął prace nad odnową używanego jedynie w modlitwie języka hebrajskiego, który miałby zastąpić jidysz i zostać uniwersalnym językiem wszystkich Żydów.
Praca nad modernizacją polegała przede wszystkim na ujednoliceniu i uproszczeniu zasad gramatycznych oraz utworzeniu nowych słów. Większość z nich ben Jehuda zbudował z rdzeni znalezionych w istniejącej literaturze, głównie w Biblii, ale także zaczerpniętych z języka arabskiego i języków indoeuropejskich, zwłaszcza słowiańskich i germańskich; część wymyślił sam. Wprowadził też nowoczesne, wzorowane na zachodnich, zasady interpunkcji.
Choć początkowo nikt nie traktował jego pracy poważnie, a środowiska ortodoksyjne wręcz się jej sprzeciwiały, uznając hebrajski wyłącznie za język świętych ksiąg , wysiłki ben Jehudy zostały szybko docenione. Celem koordynacji prac powołano w 1890 Komitet Języka Hebrajskiego, przekształcony w 1953 w istniejącą do dzisiaj Akademię Języka Hebrajskiego . W 1908 ben Jehuda rozpoczął publikację Kompletnego słownika antycznego i współczesnego języka hebrajskiego (Millon ha-laszon ha-iwrit ha-jeszana we-ha-chadasza), który stał się podstawą dla postępującej szybko popularyzacji języka; wydawanie go ukończono już po jego śmierci, w roku 1953, a liczył on ogółem 17 tomów .
W roku 1948, po utworzeniu państwa Izrael, odrodzony język hebrajski stał się językiem urzędowym tego kraju.